# الدوري التشيلي لكرة القدم 1941
الدوري التشيلي لكرة القدم 1941 (بالإسبانية: Primera División de Chile 1941)‏ هو الموسم 9 من الدوري التشيلي لكرة القدم. كان عدد الأندية المشاركة فيه 10، وفاز فيه كولو-كولو.